# 麻醉自己
《Dope》是美国女歌手Lady Gaga收录于专辑《ARTPOP》的一首曲目。由Gaga、DJ White Shadow、Dino Zisis和Nick Monson创作，这支曲目于2013年11月4日作为专辑第二支宣传单曲发行。

## 创作与录制
《Dope》最初被命名为《I Wanna Be with You》，由Gaga在伦敦iTunes音乐节上表演，称其为一首写给粉丝、表达其在髋关节撕裂的康复过程中对粉丝的想念的颂歌。歌曲由Gaga、DJ White Shadow、Dino Zisis和Nick Monson合写，由Gaga和Rick Rubin制作。 歌曲被Gaga描述为“电子民谣”（electronic ballad）、“一首粉丝圣歌催生的内心深切告白”（"the evolution of a fan song that became a deep confession in me."）正式曲目名称最终被确定为“Dope”，并在2013年10月9日随专辑曲目列表公布而公布。该词在英文中泛指毒品，也可以特指海洛因或大麻。录音室正式版本仅保留了初始版本的基本旋律，歌词几乎被完全改掉。
在与英国Kiss FM的访谈中，Gaga称《Dope》是她创作的最为私人化（personal）的歌曲。由于感到专辑需要更为自传性和自白式的内容和表现其脆弱面的歌曲，Gaga与Rick Rubin合作制作了这首歌曲。在制作过程中，Rubin让Gaga按自己希望的方式制作歌曲，而Rubin只是协助录制。她同时对Kiss FM说：“《Dope》实际上是关于我成长以来与各种各样的‘瘾’作斗争的经历。”

## 作曲
据Slant Magazine杂志的Sal Cinquemani，《Dope》是一首“电子摇滚哀乐”（electro-rock lament）、“在爱尔兰民谣的血管中（in the vein of Irish folk ballad rue）”。据PopCrush的Amy Sciaretto，《Dope》听来是“戏剧性、钢琴主导的强有力的民谣（dramatic, piano-driven power ballad）”，拥有“喜忧参半的主题”，并将其描述为“听起来像是她拜访了她的音乐缪斯后起床，没刷牙、没大喝一口威士忌，就坐在钢琴旁、开始唱歌。歌曲听起来如此原始自然。”
Gaga以酒醉般、连结线般的声音开始歌曲，开始的歌词为“我发誓这是我的最后一杯 / 但我知道我又喝醉了 / 因为我失去了唯一的朋友。”（ "I promise this drink is my last one / I know I fucked up again / Because I lost my only friend"）歌曲的作曲和音乐元素在深沉性（contemplative nature）上使人回想起Gaga之前收录于《Born This Way》中的歌曲《Hair》，并因其钢琴主导的旋律和强有力的声音表现而与蕾哈娜的2013年单曲《Stay》相似。歌曲听起来更像戏剧音乐，但没有任何音乐风格。在音乐伴奏上，除了钢琴和微弱的合成器外别无他物，这使得Gaga的演唱成为了歌曲的着重点。
歌词上，歌曲讲述了药物滥用、渴望一段持久感情胜过毒品。在到达歌曲的hook"I need you more than dope"之前，Gaga唱道“最后一个泡芙和最后两个遗憾 / 三种精神和孤独的十二步”（“Just one last puff and two last regrets/Three spirits and 12 lonely steps“）.Sciaretto 认为歌词“生在高潮刺激中 / 令我如此忧闷空虚”（"I feel so low / From living high"）是Gaga的最棒的歌词，因其谈论了难以企及的自我觉悟。歌曲忧伤的旋律补充了歌词表达的内容，带来了多层的分析。据电视频道Fuse的Joe Lynch，《Dope》是Gaga最为私人的歌曲之一。他同时认为歌词"I promise this drink is my last one / I know I fucked up again / Because I lost my only friend"是影射了与Gaga对簿公堂的前助理Jennifer O'Neil。

## 发行与专辑封面

Gaga戴着这顶标有“DOPE”的鸭舌帽。在YouTube音乐颁奖礼的表演上她戴着这顶帽子。

Gaga已在社交媒体Instagram 上面发布了两张手写的《Dope》歌词。如"Been hurtin' low from living high, Toast one last puff and two last regrets" 和"each day I cry, I feel so low, from living high"的歌词，以及”#DOPE“的标签都影射了毒品吸食。这些照片引发了Instagram对于Gaga需要帮助的担忧，于是向Gaga发送了电子邮件，写道“嗨，Instagram社区的成员在看到你共享的帖子后，产生了对你的健康与否的担忧。我们提供援助，为您提供一些重要的安全信息。”Gaga对该封邮件不屑一顾，并将其截图发至Twitter以表嘲讽。在《ARTPOP》曲目列表公布后，Gaga在Instagram上面发布了一张她自己的照片，其中她头戴着以NASA的logo为样式的鸭舌帽，但上面的“NASA”被替换为“DOPE”。
在2013年10月31日，Gaga在Twitter上透露《Dope》是《ARTPOP》发行之前最后发行的歌曲，将在11月4日提供数位下载。单曲的专辑封面也被公布，其中Gaga身穿黑色软盘帽，浅黑色的头发散在肩上，超大尺寸、四方的双排扣西装外套，透视内裤，黑色的皮革靴和一个让她的牙齿显得更大的牙套。  她的眼睛被一条围巾遮住，在她腹部和她胯部周围有淤青。Idolator作者Mike Wass将其称为“科学怪人和迈克尔·杰克逊的混合”（"a cross between Frankenstein and Michael Jackson"）。赫芬顿邮报的Matthew Jacobs认为这个专辑封面比起《ARTPOP》之前发行的其他单曲的专辑封面更为适度。MTV新闻的John Walker将其与蒂姆·伯顿（美国著名导演）的作品相比较，称其为“恐怖”。他将Gaga的脸和牙套描述为“颇似埋了很久的用钛浇铸的头盖骨的无粘性的牙齿“（"[resembling] the gum-less teeth of a long-buried skull cast in titanium"）”，并认为手和腿是假肢。另外他说这个封面使他想起了Janet Jackson在《滚石》杂志1993年某期上面的照片。

## 评价
Slant Magazine的乐评人Sal Cinquemani对歌曲给出了正面评价。他之前对iTunes Festival上面表演的初始版本的乏味的“编排”和“低级的”旋律表示不屑，但对最终版本表示赞扬。他说：“Gaga对公众关注的其与毒瘾的抗争已经十分公开。无论这是不是她换上的又一件衣服，已经写出了一首具有强信服力的忏悔圣曲。”

## 现场演出
Gaga在2013年11月3日在2013YouTube颁奖典礼上首次表演了《Dope》。她在红毯上头戴黑色礼帽，黑色墨镜，穿着黑色的皮革衬衫、戴着专辑封面上同样的黄色腐烂牙套。 表演时她身着法兰绒衬衫，头戴棕色假发，头戴DOPE帽，素面朝天。整场表演仅以Gaga自己弹奏的钢琴作为乐器。演出极具情绪化，灯光微弱，Gaga的眼泪贯穿始终。

## 曲目
- 数位下载

1. "Dope" – 3:41